# Луговый, Милан
Милан Луговой (словац. Milan Luhový; род. 1 января 1963[…], Ружомберок) — чехословацкий и словацкий футболист, игравший на позиции нападающего.
Выступал на родине за клубы «Гумaрне» (Пухов), «Слован» и «Дукла» (Прага), а также национальную сборную Чехословакии. Стал двукратным обладателем Кубка Чехословакии и двукратным лучшим бомбардиром чемпионата. С 1990 года играл за границей в испанском «Спортинге» (Хихон), французском «Сент-Этьене», греческом ПАОКе и бельгийском «Сент-Трюйдене», где и завершил карьеру в 1995 году.

## Клубная карьера
Во взрослом футболе дебютировал в 1979 году выступлениями за клуб «Гумaрне» (Пухов) из второго дивизиона чемпионат Чехословакии, принял участие в 27 матчах первенства.
В начале 1982 года перешёл в братиславский «Слован», с которым в том же сезоне стал обладателем Кубка Чехословакии, после чего провёл в клубе еще два сезона, являясь стабильным игроком основного состава.
Своей игрой привлёк внимание представителей тренерского штаба пражской «Дуклы», к составу которой присоединился летом 1984 года. Отыграл за пражскую команду следующие пять с половиной сезонов своей игровой карьеры. В сезоне 1984/85 годов Милан во второй раз в своей карьере выиграл Кубок Чехословакии, а в следующем году с командой стал полуфиналистом Кубка Кубков 1985/86 годов. В сезоне 1987/88 годов «Дукла» стала вице-чемпионом Чехословакии, а Милан с 24 голами — лучшим бомбардиром чемпионата. В следующем сезоне 1988/89 годов нападающий забил 25 голов и снова стал лучшим бомбардиром чемпионата. В очередном сезоне 1989/90 годов Милан снова был среди лучших бомбардиров, однако в середине сезона перешел в испанский «Спортинг» (Хихон).
После двух с половиной сезонов в «Спортинге» в Примере, Милан перешел во французский «Сент-Этьен», за который выступал в сезоне 1992/93 годов. Во Франции Милан основным игроком команды не стал, и летом 1993 года перешёл в греческий ПАОК, где за полтора года забил 16 голов в 42 матчах чемпионата.
Завершил профессиональную игровую карьеру в возрасте 32 лет в бельгийском «Сент-Трюйдене», за который выступал в течение первой половины 1995 года.

## Выступления за сборную
6 октября 1982 года дебютировал в официальных играх в составе национальной сборной Чехословакии в матче квалификации к чемпионату Европы 1984 года против сборной Швеции (2:2).
В составе сборной был участником чемпионата мира 1990 года в Италии, где 10 июня в матче группового этапа против сборной США (5:1) вышел на 76-й минуте и на 90-й забил гол. Этот матч для Милана остался единственным на турнире, а чехословаки дошли до четвертьфинала турнира, где уступили будущим победителям турнира немцам.
Всего в течение карьеры в национальной команде, длившейся 10 лет, провёл в форме главной команды страны 31 матч, забив 7 голов.

## Титулы и достижения

### Командные
«Слован»
- Обладатель Кубка Чехословакии: 1981/82

«Дукла» (Прага)
- Обладатель Кубка Чехословакии: 1984/85

### Личные
- Лучший бомбардир чемпионата Чехословакии : 1987/88 (24 гола), 1988/89 (25 голов)